# Debate del hipocampo

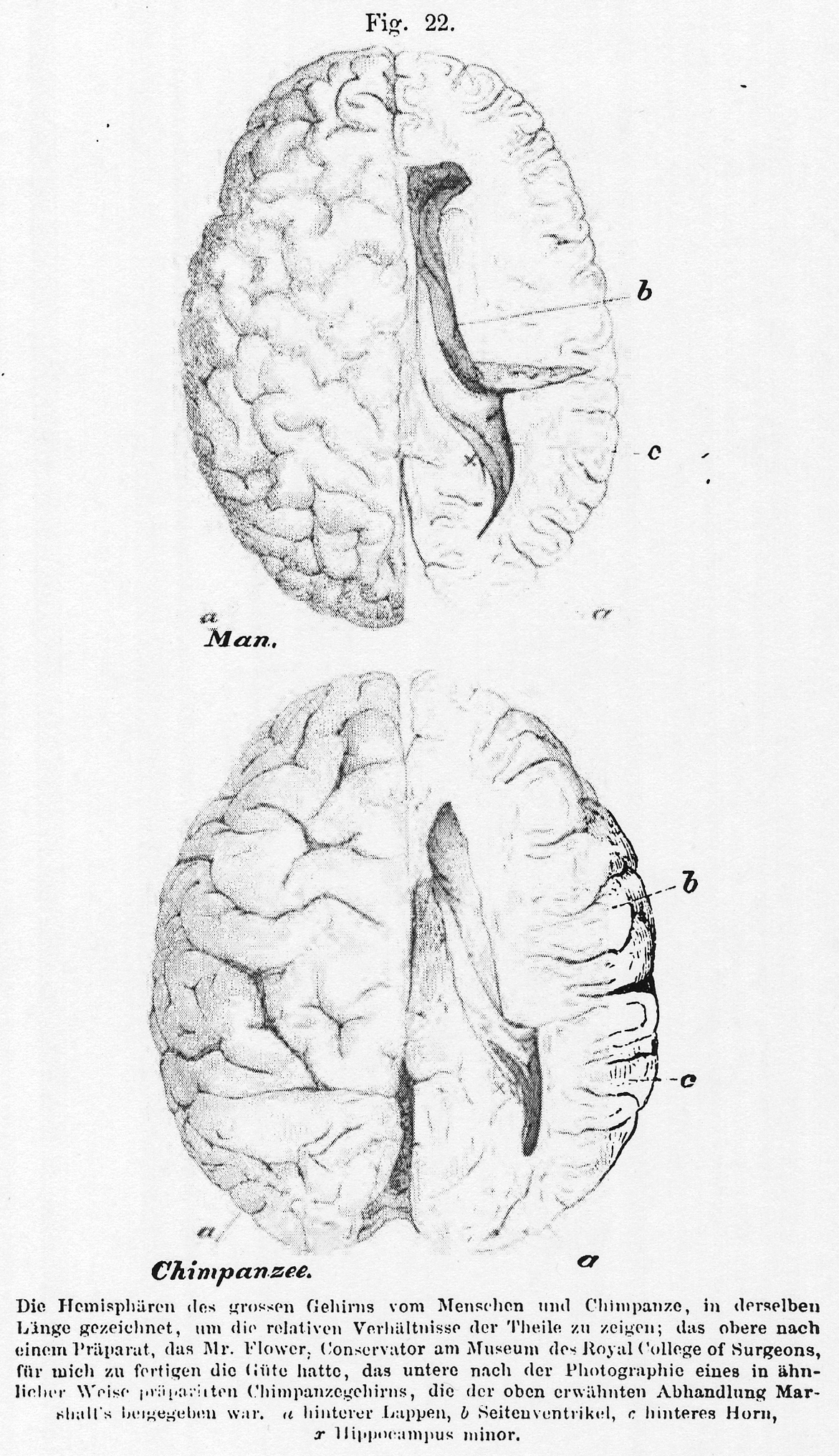
Comparación de los hemisferios del cerebro final de humanos y chimpancés:
a) Lóbulo posterior
b) Ventrículo lateral
c) bocina trasera
x) hipocampo menor.

El debate del hipocampo fue una controversia entre los biólogos británicos Richard Owen y Thomas Henry Huxley sobre la clasificación taxonómica de los humanos en el reino animal.
Se desencadenó en Oxford en el verano de 1860, dos días antes del debate Huxley-Wilberforce, en la reunión anual de la British Association for the Advancement of Science (Asociación Británica para el Avance de la Ciencia), cuando Richard Owen, el más eminente anatomista británico, volvió a afirmar que los humanos se distinguen de los demás primates por ciertas peculiaridades morfológicas en la estructura del cerebro, en particular la presencia de un hipocampo menor, y de ahí que constituyan una subclase separada dentro de la clase de los mamíferos. Durante la discusión, Thomas Henry Huxley se opuso a este punto de vista y prometió refutar la afirmación de Owen. 
Iniciada en parte por Huxley, apareció una serie de estudios científicos sobre cerebros de primates que contradecían las representaciones de Owen. Owen, sin embargo, insistió repetidamente en su interpretación de los resultados de la investigación. La disputa, que fue seguida con gran interés por el público británico, fue a menos en 1863 tras la publicación de la obra de Huxley Evidence as to Man's Place in Nature.
La disputa pública entre Owen, el «Cuvier británico» y Huxley, el «Bulldog de Darwin», fue un paso importante en el reconocimiento de la teoría de la evolución de Charles Darwin y dañó gravemente la reputación de Owen como científico.

## Hipocampo menor
El hipocampo menor se encuentra en el ventrículo lateral del cerebro terminal. Es una protuberancia de la pared medial del cuerno posterior (cornu posterius) ubicado en el lóbulo occipital, formada por la calcarina (también llamada surco de espolón). Como recuerda al espolón de un pájaro, se le dio el nombre de Calcar avis.
Cuando se revisó la nomenclatura del cerebro en 1786, Félix Vicq d'Azyr renombró el calcar avis y lo llamó Hippocampus minor. El hipocampo, descubierto por Giulio Cesare Aranzi en 1564, recibió el nombre de hipocampo mayor. En 1779, Johann Christoph Andreas Mayer usó erróneamente el término «hipopótamo» en una obra. Otros autores repitieron este error hasta que Karl Friedrich Burdach aclaró el asunto en 1829. Hasta finales del siglo XIX, calcar avis e hipocampo minor se emplearon como sinónimos.

## Antecedentes
En los jardines zoológicos europeos apenas hubo grandes simios vivos hasta principios de la década de 1830. Fundado en 1828 en Regent's Park, el zoológico de Londres recibió su primer orangután en 1830, el primer chimpancé en 1835 y el primer gibón en 1839. [3] El joven orangután murió de neumonía solo tres días después de llegar de la India. [4] Richard Owen examinó el cadáver y publicó los resultados en el primer artículo científico [p 1] de su carrera. El chimpancé, introducido desde Sierra Leona en 1835, también murió al poco tiempo, y Owen recibió permiso para examinar el cuerpo del animal. [P 2] Owen comprobó que el esqueleto del chimpancé se parecía más al de los humanos que al del orangután, pero rechazó  la tesis de Jean-Baptiste de Lamarck según la cual los humanos son descendientes de monos. [5]

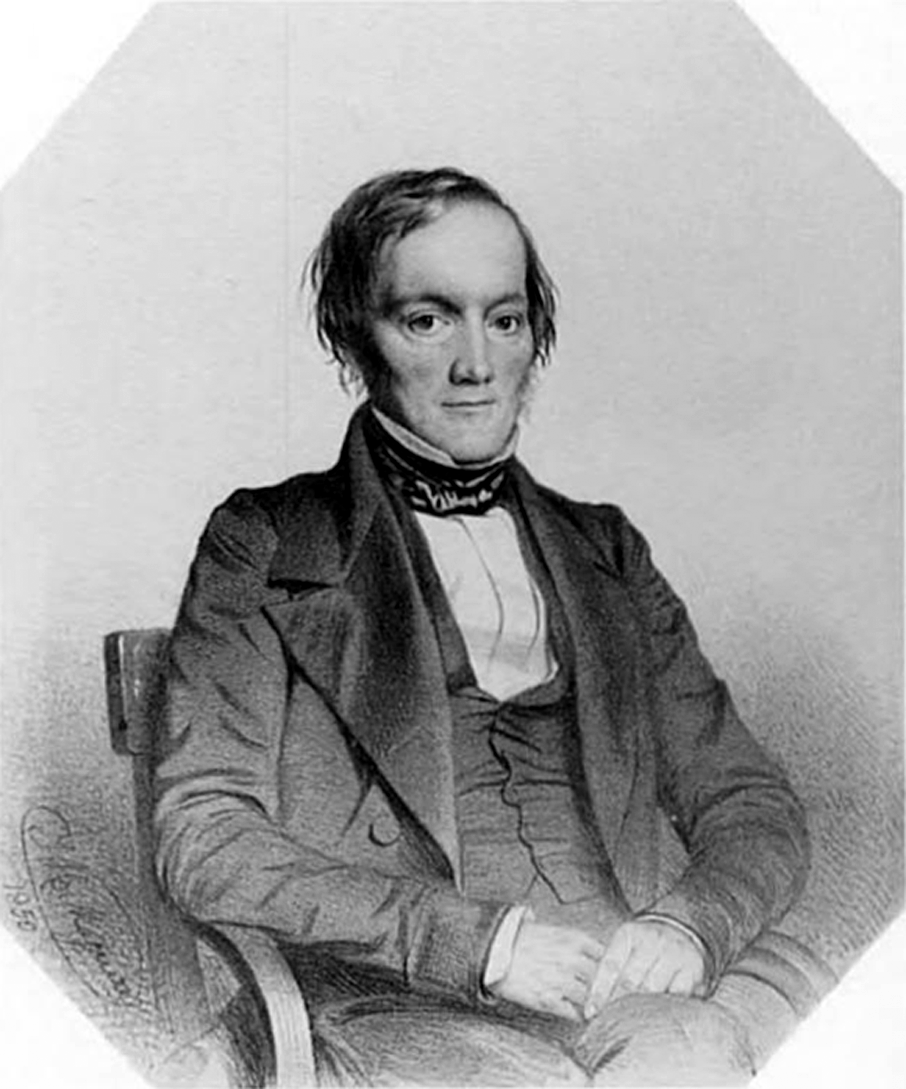
Richard Owen, 1850

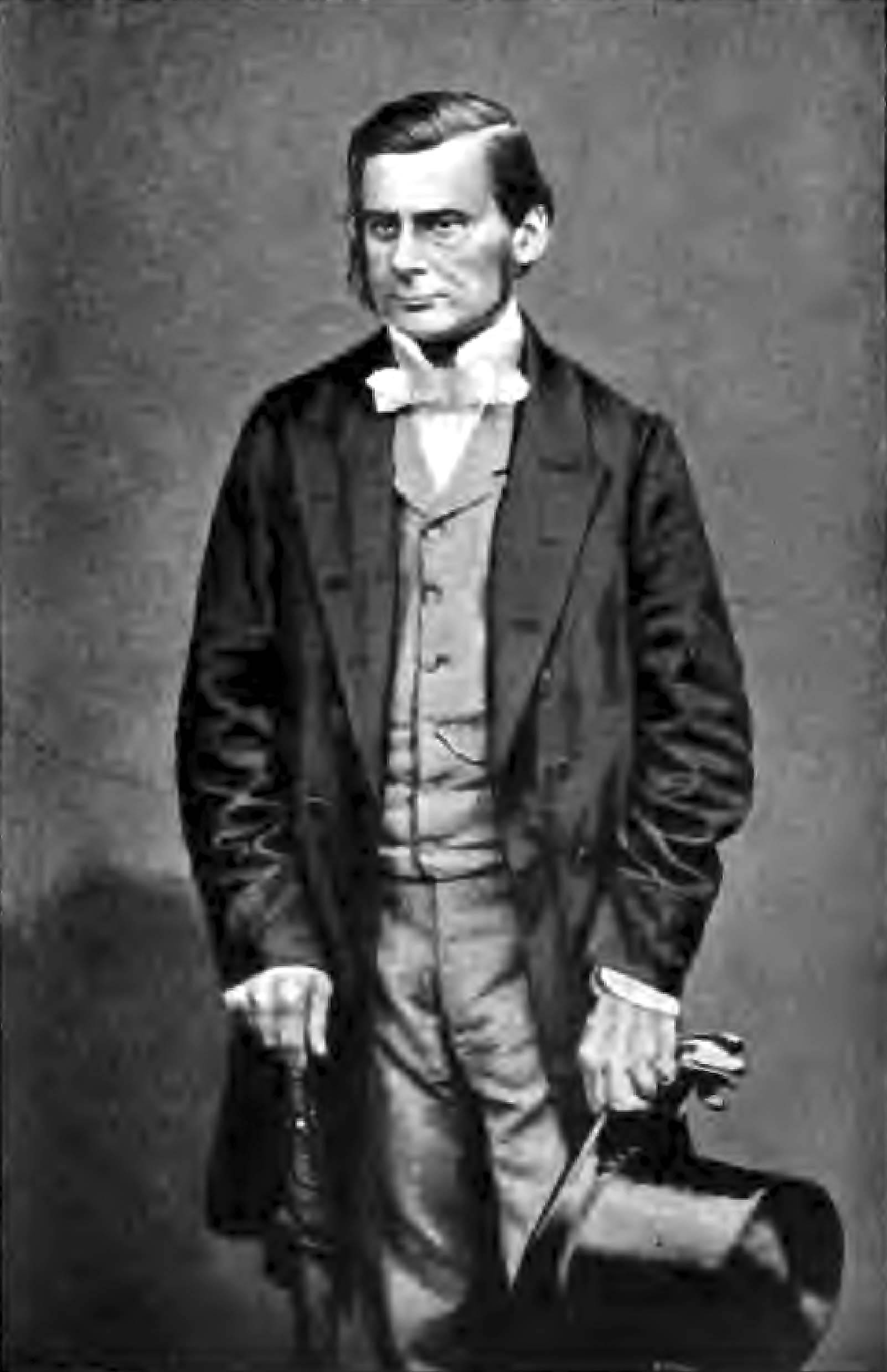
Thomas Henry Huxley, 1860

Owen, desde 1856 Superintendente de la colección de historia natural del Museo Británico y reconocida autoridad, por sus numerosas publicaciones, en el campo de la osteología de los primates, dio dos conferencias los días 17 de febrero y 21 de abril de 1857 ante la Linnaeus Society de Londres. Como ya hizo Charles Lucien Bonaparte antes que él, propuso clasificar a los mamíferos según las características del cerebro. Según Owen, había cuatro subclases de mamíferos. El nivel inferior de desarrollo del cerebro es el de la subclase «Lyencephala», que significa partes del cerebro débilmente conectadas, y se caracteriza por el hecho de que los hemisferios cerebrales son relativamente pequeños y por lo general, lisos en el exterior, conectados entre ellos de manera débil mediante pistas transversales. En esta subclase están los monotremas y los mamíferos marsupiales. La siguiente etapa del desarrollo del cerebro está representada por la subclase «Lissencephala»(cerebros lisos), a la que pertenecen los roedores, musarañas, murciélagos y perezosos. En estos animales, los hemisferios cerebrales están conectadas por el cuerpo calloso . La superficie del cerebro es lisa y tiene pocas, casi ninguna circunvolución. El siguiente paso en el desarrollo del cerebro, la subclase «Gyrencephala» (cerebros contorneados), se caracteriza por un aumento relativo en el tamaño del cerebro. Estos cerebros se extienden en mayor o menor medida sobre el cerebelo y su superficie suele presentar numerosas circunvoluciones . A esta subclase pertenecen los ungulados, las ballenas, los carnívoros y los "Quadrumana", es decir, los simios, monos y lémures . La única especie que Owen colocó en la cuarta subclase "Archencephala" (cerebro dominante) fue el hombre. Según él, el cerebro humano muestra un aumento repentino del tamaño relativo y absoluto de los hemisferios y del volumen del cráneo."Tan solo el hombre posee en la zona posterior un tercer lóbulo, un cuerno posterior y una región cerebral llamada Hippocampus minor." "
En contraste con la visión de Carlos Linneo, quien había colocado a los humanos en el orden de los primates, Owen siguió una propuesta de Johann Friedrich Blumenbach, el cual, en su obra Handbuch der Naturgeschichte (Manual de historia natural) en 1779, había creado el orden "Bimana" (dos manos) para humanos y asignado a todos los demás primates al orden "Quadrumana" (cuatro manos). Este punto de vista fue más tarde popularizado en particular por Georges Cuvier. En una carta a Joseph Dalton Hooker, Charles Darwin hizo el siguiente comentario sobre el lugar especial que Owen le reservaba al hombre: „Me gustaría saber qué diría un chimpancé al respecto. “
Thomas Henry Huxley, catedrático de paleontología en la Royal School of Mines desde 1854, estuvo entre los asistentes a las conferencias de Owen en 1857.  Tras las jornadas,  comenzó a abordar temas antropológicos [11]. A su ciclo de conferencias Principios de la biología, que dio en el primer trimestre de 1858 ante la Royal Institution, [12] añadió en la primavera de 1858 una conferencia sobre "Las características distintivas del hombre". Utilizando imágenes de cerebros procedentes de humanos, gorilas y babuinos, llegó a la siguiente conclusión: «Cuando se considera en cuanto animal, la diferencia entre el  gorila y el humano es mucho menor que entre el gorila y el babuino» [13] En otra conferencia  sobre «Especies y razas y su origen», que Huxley dio en la Royal Institution en febrero de 1860 y que estaba dedicada a la teoría de Darwin, [14] volvió a afirmar que «la diferencia anatómica entre el hombre y el cuadrumano más desarrollado es menor que la diferencia entre las especies más extremas dentro del orden de los cuadrumano ». [14]

## Transcurso del debate

### Oxford 1860

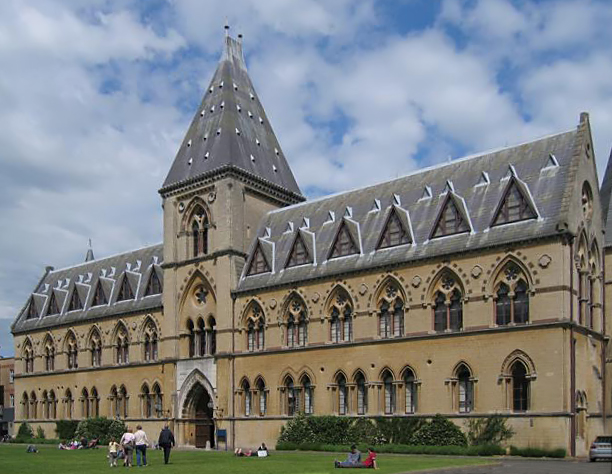
A finales de 1860 en las salas del recién inaugurado Oxford University Museum of Natural History se produjo el primer enfrentamiento público entre Richard Owen y Thomas Henry Huxley.

En el verano de 1860, la reunión anual de la Asociación Británica para el Avance de la Ciencia (British Association for the Advancement of Science, BAAS) tuvo lugar en Oxford en las salas del nuevo Museo de Historia Natural de la Universidad de Oxford. El 28 de junio de 1860 [15] Charles Daubeny dio a la «Sección D› responsable de zoología y botánica, incluida la fisiología, una conferencia sobre la sexualidad de las plantas y se refirió en particular al trabajo de Charles Darwin El origen de las especies, publicado al final de noviembre de 1859. [p 5] John Stevens Henslow, que presidía la Sección D, pidió a Huxley que hablara. Sin embargo, Huxley rechazó dirigirse a la audiencia reunida. Owen, quien en ese momento era uno de los pocos expertos europeos en primates y a quien se tenía por la autoridad suprema en osteología de primates (ciencia de los huesos), tomó la palabra y repitió los afirmaciones hechas en 1857 sobre el lugar especial de los humanos en el reino animal: Solo los humanos presentan,  en el área posterior del cerebro, un tercer lóbulo, un cuerno posterior en la cámara contigua y un hipocampo menor y por lo tanto constituyen una subclase propia. En su contribución al debate, Owen atacó abiertamente la postura de Huxley sobre la cuestión del lugar de los humanos en el reino animal. [17] Huxley, quien se sintió desafiado por las acusaciones de Owen, respondió contradiiciéndolas de forma directa y sin reservas y prometió justificar su inusual proceder en otra ocasión. [18] [19]

### La "Revisión de historia natural" de Huxley

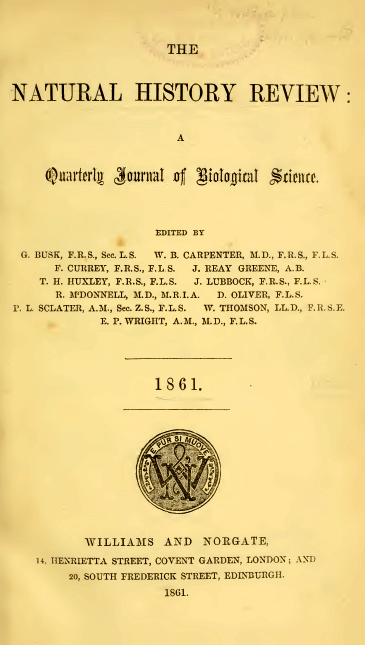
La revista reformada Natural History Review se convirtió en el portavoz de Thomas Henry Huxley. Portada de la edición de 1861.

Huxley utilizó en particular la revista de contenido reorientado Natural History Review, de la cual era editor desde 1860, como plataforma para su respuesta. En la primera edición, de enero de 1861, publicó un artículo "Sobre el parentesco zoológico del hombre con los animales inferiores" [p. 7] y en él, por primera vez desde el comienzo de la controversia, manifestó su opinión sobre los puntos de vista de Owen. El artículo comenzaba con la pregunta epistemológica, «¿Qué relación guardan el pensador y el investigador con el sujeto de su investigación?» [20] Argumentó que los teólogos, historiadores y poetas solo veían la gran brecha entre humanos y animales y, por lo tanto, querían separar a los humanos del reino animal, mientras que los científicos no estaban de acuerdo y ponían el énfasis en el estrecho vínculo que une a los humanos con sus parientes inferiores. Hizo hincapié en que ambos puntos de vista se refieren a diferentes fenómenos de la sociedad humana, pero que la clasificación zoológica de los seres humanos en el reino animal es tarea de la ciencia en exclusiva. [21] [22] A continuación, Huxley citó numerosos estudios realizados sobre los monos en Europa continental. Estos pusieron de manifiesto que el tercer lóbulo (lóbulo posterior) cubría una gran parte, o incluso la totalidad, del cerebelo en las especies de monos examinadas. De los mismos estudios aportó numerosos ejemplos de la presencia del asta dorsal y del hipocampo menor. Huxley concluyó que las diferencias entre las razas humanas superiores e inferiores eran del mismo orden de magnitud que las que distinguían el cerebro humano del cerebro de los monos. [23] El propio Huxley no había llevado a cabo ninguna investigación sobre el cerebro de los monos. Sin embargo, incluso antes de que la BAAS se reuniera en Oxford, había escrito una carta a Allen Thomson (1809-1884), catedrático de anatomía en la Universidad de Glasgow, que recientemente había diseccionado el cerebro de un chimpancé. Thomson respondió el 24 de mayo de 1860 que la joven chimpancé que había diseccionado tenía un lóbulo posterior bien desarrollado que cubría el cerebelo. [24] Huxley citó mucho texto esta carta. [25]

### Los gorilas

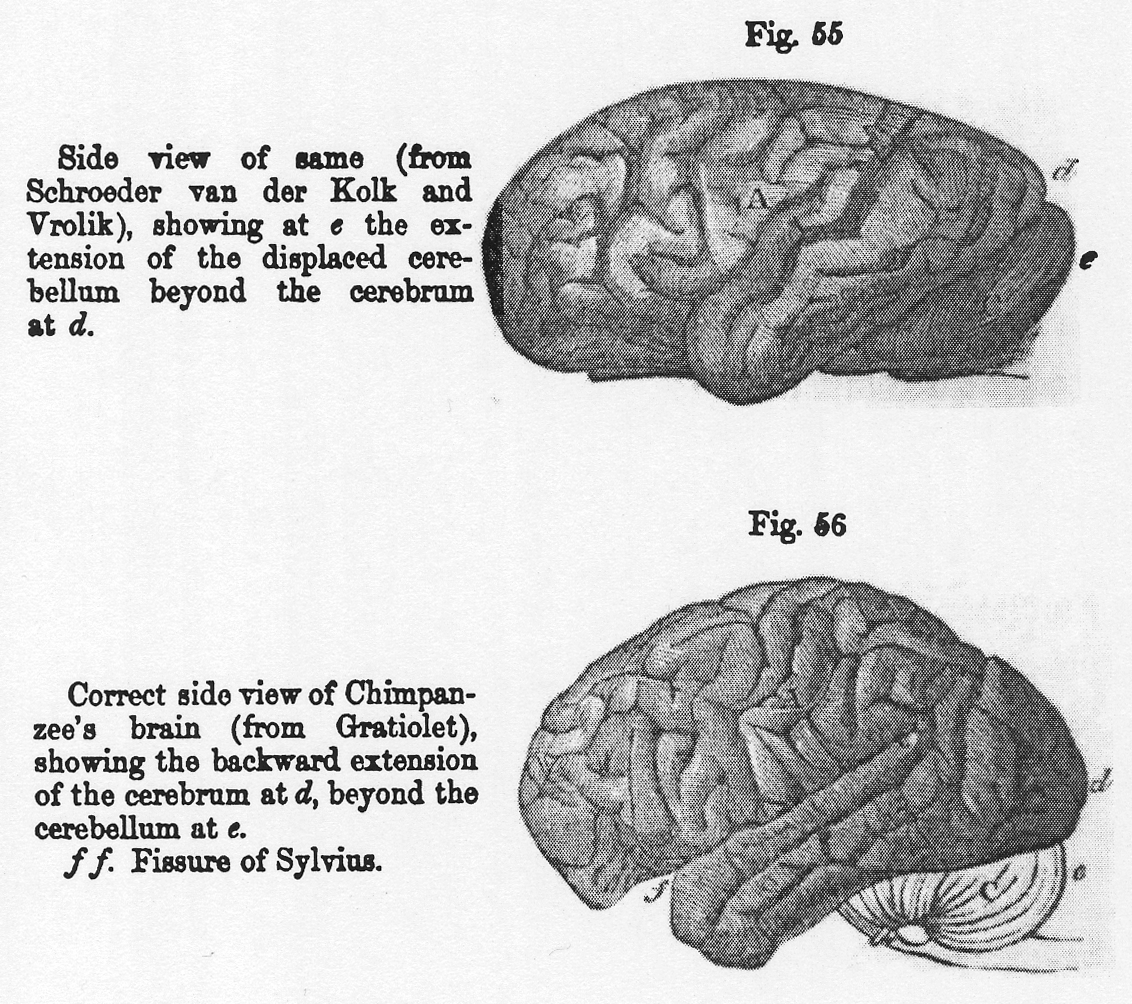
Vista lateral del cerebro de un chimpancé. Arriba el preparado deformado de van der Kolk y Vrolik, abajo el dibujo de Gratiolet, que muestra la extensión posterior del cerebro terminal por encima del cerebelo.

Debido a su parecido con el hombre, el gorila se convirtió en una parte central del debate sobre el lugar de los humanos en la naturaleza. [26] En 1846, el misionero Thomas Staughton Savage (1804-1880) descubrió en lo que hoy es Gabón el cráneo de un gran simio, del que se pensó que correspondía a una nueva especie de chimpancé. Con la ayuda del estadounidense Jeffries Wyman, la primera descripción científica se hizo bajo el nombre de Troglodytes gorilla en 1847. [p 8] [27] En el mismo año, Owen logró obtener dos cráneos de la nueva especie de gran simio de la Philosophical Institution of Bristol y propuso en 1848 el nombre de Troglodytes Savagei. [p 9] Isidore Geoffroy Saint-Hilaire se dio cuenta en 1852 de que se trataba de un nuevo género de grandes simios y lo llamó Gorilla.

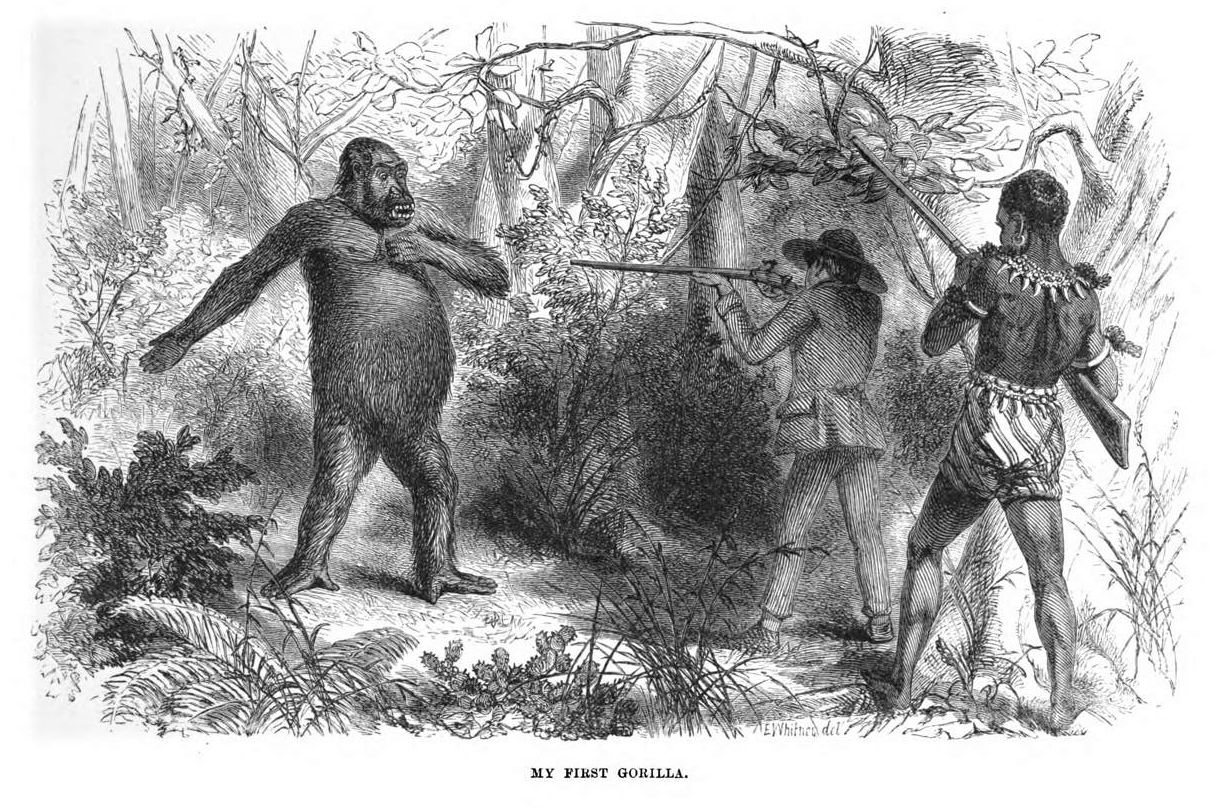
Du Chaillu se encuentra con un gorila

En 1849, Owen comparó la estructura del cráneo de gorilas, chimpancés, orangutanes y humanos [p 10] y ya en aquel momento insistió en la posición taxonómica especial de los humanos [7]. En 1851, el Museo Hunter recibió un esqueleto completo de gorila, que Owen se apresuró a examinar.. Hizo públicos sus resultados en dos conferencias. [P 11] [p 12] [28] El primer cadáver completo de un gorila, conservado en alcohol, le fue entregado al Museo Británico el 10 de septiembre de 1858. Esto le dio a Owen la oportunidad de estudiar toda su anatomía. Su investigación puso de manifiesto que la anatomía del gorila difiere significativamente de la del orangután y del chimpancé y es más similar a la de los humanos. Owen se dio cuenta de que los pies del gorila están mejor adaptados para caminar que los del orangután y el chimpancé. Como los humanos, y a diferencia de todos los demás simios, tiene apófisis mastoides. En una conferencia el 4 de febrero de 1859 en la Royal Institution, durante la cual enseñó dibujos a tamaño natural del gorila y el chimpancé del artista Joseph Wolf [p. 13] Owen llegó a la conclusión de que el gorila es el simio más parecido al humano y está más cerca de los humanos que el chimpancé. [29] Al mismo tiempo, sin embargo, subrayó que había más de treinta diferencias significativas solo en el cráneo y la dentadura [30].
Paul Belloni Du Chaillu inició en 1856, a los veinte años, una expedición de cuatro años a África Central con el apoyo de la Academia de Ciencias Naturales de Filadelfia. Además de numerosas observaciones etnográficas y una extensa colección de aves y mamíferos que trajo consigo, dio en su relato de viaje Exploraciones y aventuras en África Ecuatorial [p. 14] una descripción exacta, hasta entonces única, del comportamiento del gorila occidental de llanura en su entorno natural. Unos años más tarde, sin embargo, sus observaciones resultaron ser erróneas. A finales de diciembre de 1860, Du Chaillu le escribió a Owen y le ofreció parte de su colección. En febrero de 1861, Du Chaillu viajó a Londres. Allí Owen le ayudó con la publicación de su diario de viaje, compró parte de la colección de pieles de gorila de Du Chaillu para el Museo Británico y le consiguió conferencias ante la Royal Geographical Society, la Sociedad Etnológica de Londres y la Royal Institution. [31]
Al día siguiente de la conferencia de Du Chaillu el 18 de marzo de 1861 en la Royal Institution, Owen repitió sus afirmaciones sobre la estructura única del cerebro humano en una conferencia reproducida por la revista The Athenaeum el 23 de marzo de 1861 [p 15]. En una carta publicada una semana después en The Athenaeum [p. 16], Huxley hizo una breve alusión a una imagen incorrecta y dejó claro que todos los anatomistas anteriores, incluido el propio Owen, habían descrito las controvertidas tres características en el cerebro de monos. Owen respondió en la siguiente edición, [p. 17] que su conferencia, con la excepción de la ilustración, se había reproducido correctamente y, a su vez, se refirió a la ilustración del cerebro del chimpancé en su "conferencia Reade" de 1859. Huxley, quien se sintió provocado por el comentario de Owen, [32] señaló en la siguiente edición del Athenaeum del 13 de abril de 1861 que ya había mencionado en su artículo de enero que Owen había extraído  las imágenes del cerebro del chimpancé de un artículo de Jacobus Schroeder van der Kolk (1797-1862) y Willem Vrolik sin mencionar el origen de la ilustración. [P 18] El anatomista francés Louis Pierre Gratiolet ya había dejado claro en 1855 que la ilustración de van der Kolk y Vrolik era defectuosa y mostraba un cerebro de chimpancé encogido por haberse conservado incorrectamente.

### Los partidarios de Huxley
La respuesta que Huxley dio en Oxford despertó la admiración de George Rolleston, a quien acababan de nombrar primer catedrático de fisiología de Linacre en el Museo de Historia Natural de la Universidad de Oxford . Examinó el cerebro de un orangután joven y lo comparó con los cerebros humanos conservados en el Museo de la Universidad de Oxford. Tomó medidas detalladas de estos y no encontró diferencias significativas.
John Marshall, médico del University College Hospital de Londres, recibió el cadáver de un joven chimpancé macho 24 horas después de la muerte e inmediatamente se puso a examinar su cerebro. Subrayó que el cerebro puede deformarse mucho si se conservara en etanol sin endurecerlo antes. Todas las partes del cerebro de mayor tamaño tienen sus homólogos en el chimpancé. Con respecto a las tres partes particulares del cerebro, su resultado coincidió con los de Thompson y Huxley.
Cuando Owen, dos meses después, volvió a utilizar una de las ilustraciones de van der Kolk y Vrolik para ilustrar su afirmación, los dos autores pidieron la palabra y señalaron que sí habían descrito en el texto de su artículo las estructuras cerebrales cuya existencia Owen negaba . En agosto de 1861, ambos diseccionaron un orangután que había muerto en el zoológico de Ámsterdam y hallaron las tres estructuras cerebrales que Owen consideraba exclusivas del ser humano.
William Henry Flower, demostrador de anatomía en el Hospital de Middlesex, leyó en enero de 1862 ante la Royal Society un extenso trabajo basado en estudios de monos y grandes simios que habían muerto en el jardín de la sociedad zoológica el verano anterior. [P 23] Comparó los cerebros de 18 especies de primates y otros mamíferos como gatos, perros y caballos. En muchos de los monos del Viejo Mundo, monos del Nuevo Mundo y estrepsirrinos examinados, el lóbulo posterior era proporcionalmente más grande que en los humanos, y también  el hipocampo menor mostraba un desarrollo sorprendente. [36]
El propio Huxley examinó el cerebro del mono araña de cara roja , un mono del Nuevo Mundo morfológicamente muy diferente de los humanos. Junio de 1861 sus resultados en una reunión de la Sociedad Zoológica . Las tres peculiaridades cerebrales de Owen no solo estaban presentes, sino que eran incluso más pronunciadas que en los humanos.

### Cambridge 1862
El debate sobre el hipocampo alcanzó su punto culminante en la reunión de la BAAS en Cambridge a finales de septiembre de 1862 bajo la presidencia de Huxley. [37] Owen dio dos conferencias frente a la "Sección D". En su conferencia sobre el aye-aye [p. 25], manifestó sus dudas de que la teoría de Darwin pudiera explicar el alargamiento del tercer dedo en estos animales. En la segunda conferencia, Owen comparó la morfología del cerebro y del pie entre gorila y humano. [P 26] Con respecto al cerebro del gorila, constató que los hemisferios no se extendían más allá del telencéfalo y que era mucho más pequeño en relación con el tamaño del cuerpo que el nuestro. [36] Sin pronunciar ningún nombre, criticó la postura de Huxley de que la diferencia entre humanos y gorilas no es tan grande como la diferencia dentro de los monos y que las diferencias en la estructura de los cerebros pueden usarse como instrumento de clasificación zoológica. [38] El debate que siguió a la conferencia de Owen fue muy animado. [P 27] Huxley habló primero. Se dirigió a los anatomistas reunidos en la "Sección D" con la pregunta de si la posición de Owen no había sido refutada con suficiente claridad en el pasado por anatomistas británicos y de Europa continental. Destacó que las diferencias entre humanos y animales son mentales. Flower aclaró que la diferencia entre los cerebros de los monos y los humanos no se encontraba en el lóbulo posterior ni el hipocampo menor. Rolleston, quien se disculpó por la vehemencia del ataque, acusó a Owen de pasar por alto el trabajo de anatomistas extranjeros como Gratiolet. [39] Triunfante, Huxley escribió a Darwin: "Todos los presentes con capacidad de juicio vieron que Owen estaba mintiendo y mezclándolo todo". [40]
Un artículo en Medical Times and Gazette [p. 28] que informaba de la conferencia de Owen atrajo más comunicaciones de los involucrados. Rolleston escribió una carta [p. 29] con la que profundizó su discurso improvisado en la reunión de la BAAS. Una semana después, se publicó una carta de Huxley [p. 30] en la que recapitulaba brevemente la historia de la controversia, acusando a Owen de "jugar un juego indigno con la verdad" y diciendo que "ni uno solo significativo o insignificante anatomista ha apoyado al Profesor Owen ". [41]

## Resultados del debate
Para Huxley, el debate del hipocampo terminó con éxito, cuatro meses después de la vehemente discusión en Cambridge, con la publicación de su obra Evidence as to Man’s Place in Nature (título en español: Pruebas sobre el lugar del hombre en la naturaleza). El libro comienza con el relato histórico del descubrimiento y la descripción de los monos parecidos al hombre. A continuación, Huxley hace referencia a la similitud en las primeras etapas de desarrollo embrionario de numerosos mamíferos, a fin de mostrar que los embriones de hombres y monos guardan mayor parecido entre sí, en cuanto al desarrollo del embrión, del  que existe entre monos y perros. Prosigue afirmando que el parentesco es igual de estrecho si se comparan el esqueleto y el cráneo. Huxley demostró que los monos, desde un punto de vista anatómico, tienen pies y manos, igual que los humanos. Concluyó diciendo que la cuestión del lugar del hombre frente al de los animales inferiores en última instancia depende de que las ideas del Sr.Darwin sean o no sostenibles. Tras resumir brevemente su controversia con Owen, Huxley se dedica, en el tercer capítulo, a los por entonces escasos fósiles  humanos hallados: los cráneos Engis descubiertos por  Philippe - Charles Schmerling y el Neandertal estudiado por Herrmann Schaaffhausen  en 1857. Huxley insistió en que si se parte del hecho de que el hombre se desarrolló a partir de un antepasado simiesco, esto tiene que haber sucedido en un periodo muy largo. Las “Pruebas sobre el lugar del hombre en la naturaleza” están consideradas como la primera instancia en que la teoría de Darwin  se aplica al hombre de forma consecuente.
Aproximadamente por la misma época se publicó la obra de Charles Lyell Geological evidences of the antiquity of man (lpruebas geológicas de la edad del hombre en la Tierra y el origen de las especies). Este libro consta de tres grandes secciones más o menos independientes. Los primeros 12 capítulos tratan de la edad y la Proto historia del hombre, los siguientes siete capítulos se ocupan de los glaciares y los últimos cinco de la evolución. En el capítulo 24 sobre el significado de la teoría de la transformación con respecto al origen del hombre y su lugar en la naturaleza, Lyell hace un resumen breve y preciso de la controversia y señala que los puntos de vista de Owen son erróneos tanto en lo que respecta a la situación del hombre en el reino animal como también en lo referente a las supuestas diferencias en la estructura de los cerebros  del hombre y de los monos. Hooker y otros supusieron que el capítulo sobre el debate del hipocampo del libro de Lyell se debía a la pluma de Huxley. Lyell, quien igual que muchos defensores de Darwin, no sentía gran simpatía por Owen, efectivamente había escrito en una carta dirigida a Huxley que había que atar bien atado a Owen, y le había pedido material sobre el debate del hipocampo para su nueva obra. Huxley le entregó a Lyell el manuscrito de las “pruebas sobre el lugar del hombre en la naturaleza “ antes de su publicación.
En una carta dirigida a la revista the Athenaeum y publicada allí,  Owen atacaba ahora también a Lyell. Afirmó, falseando los hechos, que las ilustraciones de van der Kolk y de Vrolik solamente las había publicado en 1861 porque quería demostrar hasta qué punto el cerebro del simio se parece al humano. A Lyell lo defendió George Rolston, quien en la siguiente edición de la revista hizo referencia a sus propios argumentos y su propio papel en el debate. Lyell respondió dos semanas más tarde a las afirmaciones de Owen. Aportó citas de una carta que había recibido de William Henry Flower y en la cual Flower aseguraba que Lyell había resumido esta controversia de forma muy justa y moderada. El editor, John Murray, calificó la carta de Owen como ataque de sepia, dando a entender que Owen ocultaba sus auténticas intenciones tras una nube de tinta.
En su colaboración para la nueva edición del Dictionary of science, literature and art, Owen, en 1866, amplió el artículo de Hippo Campus minor añadiendo la siguiente oración: «hasta la fecha, no se ha encontrado en ningún mono una estructura de tal forma que coincida en cuanto a su configuración y su situación con la definición de los antropotomistas.» La observación con la cual Owen cerró el debate del hipocampo se plasmó´en forma de una larga nota a pie de página en el segundo tomo, publicado en 1866, de su obra On the anatomy of vertebrates. Aquí hacía notar que, como él y otros habían mostrado, todas las partes homólogas del cerebro humano existían en forma modificada y menos desarrolladas en los Cuadrumana, y calificó los ataques de Huxley y de sus aliados de infantiles, ridículos y vergonzosos.